# Steganacarus sculptilis
Steganacarus sculptilis är en kvalsterart som beskrevs av Wojciech Niedbała 2004. Steganacarus sculptilis ingår i släktet Steganacarus och familjen Phthiracaridae. Inga underarter finns listade i Catalogue of Life.